# Lupcourt
Lupcourt és un municipi francès situat al departament de Meurthe i Mosel·la i a la regió del Gran Est. L'any 2007 tenia 370 habitants.

## Demografia

### Població
El 2007 la població de fet de Lupcourt era de 370 persones. Hi havia 138 famílies, de les quals 18 eren unipersonals (7 homes vivint sols i 11 dones vivint soles), 58 parelles sense fills, 58 parelles amb fills i 4 famílies monoparentals amb fills.
La població ha evolucionat segons el següent gràfic:
Habitants censats

### Habitatges
El 2007 hi havia 145 habitatges, 140 eren l'habitatge principal de la família, 1 era una segona residència i 5 estaven desocupats. 132 eren cases i 12 eren apartaments. Dels 140 habitatges principals, 129 estaven ocupats pels seus propietaris, 10 estaven llogats i ocupats pels llogaters i 1 estava cedit a títol gratuït; 5 tenien dues cambres, 11 en tenien tres, 20 en tenien quatre i 104 en tenien cinc o més. 109 habitatges disposaven pel capbaix d'una plaça de pàrquing. A 44 habitatges hi havia un automòbil i a 88 n'hi havia dos o més.

### Piràmide de població
La piràmide de població per edats i sexe el 2009 era:
| Homes | Edats   | Dones |
| ----- | ------- | ----- |
| 0     | 95 o +  | 0     |
| 0     | 90 a 94 | 0     |
| 0     | 85 a 89 | 0     |
| 4     | 80 a 84 | 0     |
| 0     | 75 a 79 | 8     |
| 8     | 70 a 74 | 4     |
| 4     | 65 a 69 | 8     |
| 12    | 60 a 64 | 4     |
| 4     | 55 a 59 | 12    |
| 16    | 50 a 54 | 12    |
| 32    | 45 a 49 | 16    |
| 0     | 40 a 44 | 16    |
| 8     | 35 a 39 | 4     |
| 4     | 30 a 34 | 12    |
| 0     | 25 a 29 | 0     |
| 8     | 20 a 24 | 20    |
| 12    | 15 a 19 | 16    |
| 8     | 10 a 14 | 12    |
| 4     | 5 a 9   | 0     |
| 4     | 0 a 4   | 4     |

## Economia
El 2007 la població en edat de treballar era de 255 persones, 200 eren actives i 55 eren inactives. De les 200 persones actives 190 estaven ocupades (102 homes i 88 dones) i 10 estaven aturades (2 homes i 8 dones). De les 55 persones inactives 21 estaven jubilades, 25 estaven estudiant i 9 estaven classificades com a «altres inactius».

### Ingressos
El 2009 a Lupcourt hi havia 150 unitats fiscals que integraven 409 persones, la mediana anual d'ingressos fiscals per persona era de 24.593 €.

### Activitats econòmiques
Dels 18 establiments que hi havia el 2007, 1 era d'una empresa de fabricació d'altres productes industrials, 5 d'empreses de construcció, 4 d'empreses de comerç i reparació d'automòbils, 1 d'una empresa de transport, 1 d'una empresa d'informació i comunicació, 2 d'empreses immobiliàries, 3 d'empreses de serveis i 1 d'una empresa classificada com a «altres activitats de serveis».
Dels 5 establiments de servei als particulars que hi havia el 2009, 1 era un paleta, 1 guixaire pintor, 2 fusteries i 1 electricista.
L'any 2000 a Lupcourt hi havia 7 explotacions agrícoles que ocupaven un total de 594 hectàrees.

## Poblacions més properes
El següent diagrama mostra les poblacions més properes.